# Olympische Sommerspiele 1896/Gerätturnen – Reck Mannschaft (Männer)
Der Mannschaftswettkampf im Turnen am Reck bei den Olympischen Spielen 1896 in Athen wurde am 9. April im Panathinaiko-Stadion ausgetragen. Es nahm nur die deutsche Mannschaft teil.
Die Kampfrichter gaben Punkte für folgende Komponenten:
- Ausführung
- Rhythmus
- technische Schwierigkeit

## Ergebnisse
| Rang | Nation          | Athleten |
| ---- | --------------- | --- |
| 1    | Deutsches Reich | Conrad Böcker Alfred Flatow Gustav Felix Flatow Georg Hillmar Fritz Hofmann Fritz Manteuffel Karl Neukirch Richard Röstel Gustav Schuft Carl Schuhmann Hermann Weingärtner |